# Pillnitz
Pillnitz ist ein früherer Vorort und heutiger Stadtteil von Dresden im Stadtbezirk Loschwitz. Die Eingemeindung erfolgte 1950. Zusammen mit Hosterwitz bildet Pillnitz den statistischen Stadtteil Hosterwitz/Pillnitz.
Pillnitz ist dörflich erhalten, gehört zur Großlage Elbtal des sächsischen Weinanbaugebiets und liegt am rechten Elbufer etwa 15 km flussaufwärts vom Stadtzentrum. Der Stadtteil, zu dem weitere Dörfer, zum Beispiel Hosterwitz und Söbrigen, gehören, hatte Ende 2009 eine Einwohnerzahl von 3407.
Überregionale Bekanntheit erlangte Pillnitz durch sein Schloss und den dazugehörigen Park mit der Pillnitzer Kamelie. In der über dem Elbufer in große Grünanlagen gebetteten Anlage richteten die Textilkünstler Max Wislicenus und Wanda Bibrowicz 1920 die Pillnitzer Werkstätten für Kunstweberei und Bildwirkerei ein, die bis zum Zweiten Weltkrieg bestanden.
Sehenswert ist auch die Weinbergkirche in den Weinbergen.

## Geschichte

### Allgemeines
Die slawische Besiedlung und Landnahme des  Raumes setzte zu Beginn des 7. Jahrhunderts von Böhmen aus mit der Einwanderung der Sorben in den damals möglicherweise nur dünn besiedelten Elbtalkessel ein. Dort entstanden zahlreiche Neugründungen, darunter  die Siedlung Pillnitz. Die Gründe, sich dort niederzulassen, liegen vor allem darin, dass die Elbe als Verkehrsverbindung diente und die Nahrung (Fische) lieferte. Der fruchtbare Boden  diente zum Ackerbau. Auf die slawische Gründung verweist auch der Ortsname Pillnitz.
Urkundlich erstmals erwähnt wurde Pillnitz im Jahre 1335 mit dem Namen „Belennewitz“ und im Jahre 1350 als „Belanicz“. Als erster urkundlich erwähnter Grundherr teat 1335 „Ludewicus de Belennitz“ auf. Weitere Quellen für diese Zeit sind bisher nicht bekannt. Erst 1403 gibt es infolge einer Übertragung des Pillnitzer Besitztums durch Markgraf Wilhelm von Meißen an die Ehefrau des Heinrich von Karaß eine weitere Quelle. In dieser Urkunde werden erstmals der Weinbau um Pillnitz, der Fischfang, der Meixgrund mitsamt seiner Mühle und zwei Gutshöfe erwähnt.

## Gegenwart

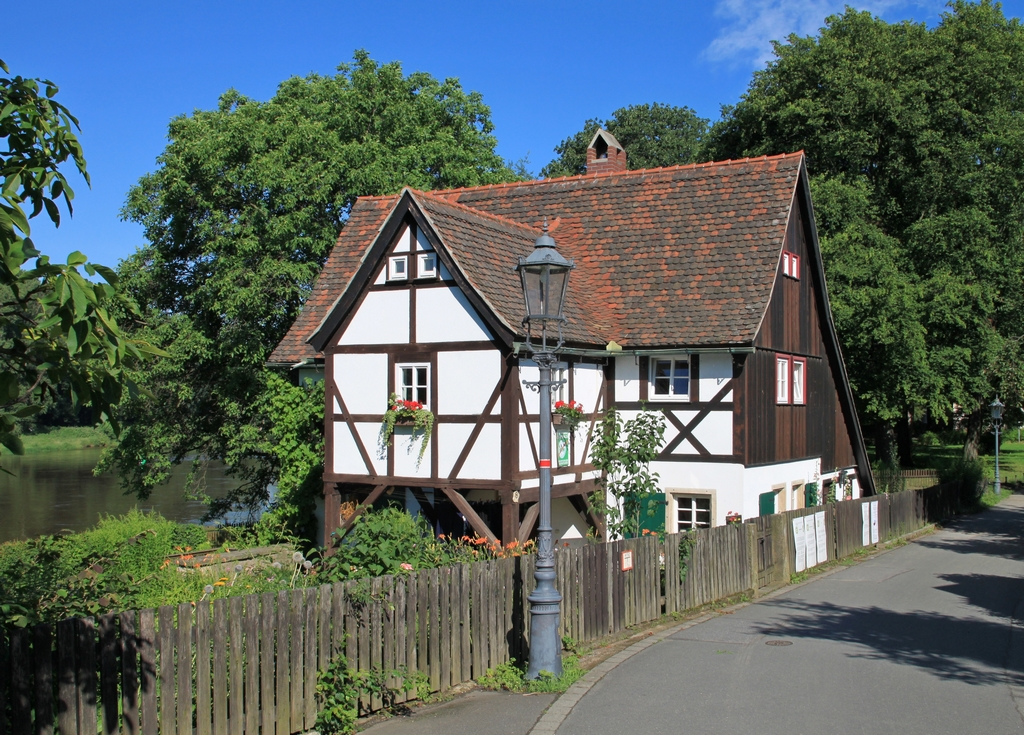
Blick auf das Fischerhaus, ein im 18. Jahrhundert erbautes Fachwerkhaus in der August-Böckstiegel-Straße

1839 wurden auf der Grundlage der Sächsischen Landgemeindeordnung von 1838 erstmals Gemeindevorsteher und Gemeindeausschüsse, d. h. es gab eine Gemeindeverwaltung, eingesetzt. Im 19. Jahrhundert entwickelte sich Pillnitz zum Ausflugsziel der Bürger Dresdens. Durch die Errichtung der Dampferanlegestelle kam es zu einem Zuzug, z. B. von Carl Gustav Carus. Zahlreiche Ausflugsgaststätten lockten die Besucher an, die ab 1903 auch mit der Straßenbahn nach Pillnitz gelangten. Am 25. Juni 1924 kamen Schloss und Park Pillnitz in staatlichen Besitz.
Während des Zweiten Weltkriegs dienten das Bergpalais und die Schlosskapelle als Auslagerungsstätten für einen Teil der Gemäldegalerie.
Unmittelbar nach dem Zweiten Weltkrieg war Schloss Pillnitz für einige Monate zentrales Sammeldepot für die durch die Trophäenkommission beschlagnahmten Kunstgüter, bevor diese in die Sowjetunion abtransportiert wurden. Am 1. Juli 1950 wurde die Gemeinde Pillnitz nach Dresden eingemeindet; das seit 1925 genutzte Rathaus Pillnitz ging an die Stadtsparkasse Dresden. Bis 1962 nutzten die Staatlichen Kunstsammlungen Dresden das Schloss als Ausstellungsstätte. Seit 1962 befindet sich das Kunstgewerbemuseum im Wasser- und Bergpalais.
Nach den Umbrüchen von 1989/90 wurde in Pillnitz viel restauriert. Das Kamelienhaus wurde neu errichtet. Schloss und Park Pillnitz sind aufgrund ihrer Schönheit und Geschichte ein beliebtes Ausflugsziel für die Dresdner und Touristen aus aller Welt. Eine Vielzahl von klassischen Konzerten findet jährlich vor der historischen Kulisse statt.  Pillnitz ist Bestandteil des Elbhangfestes.

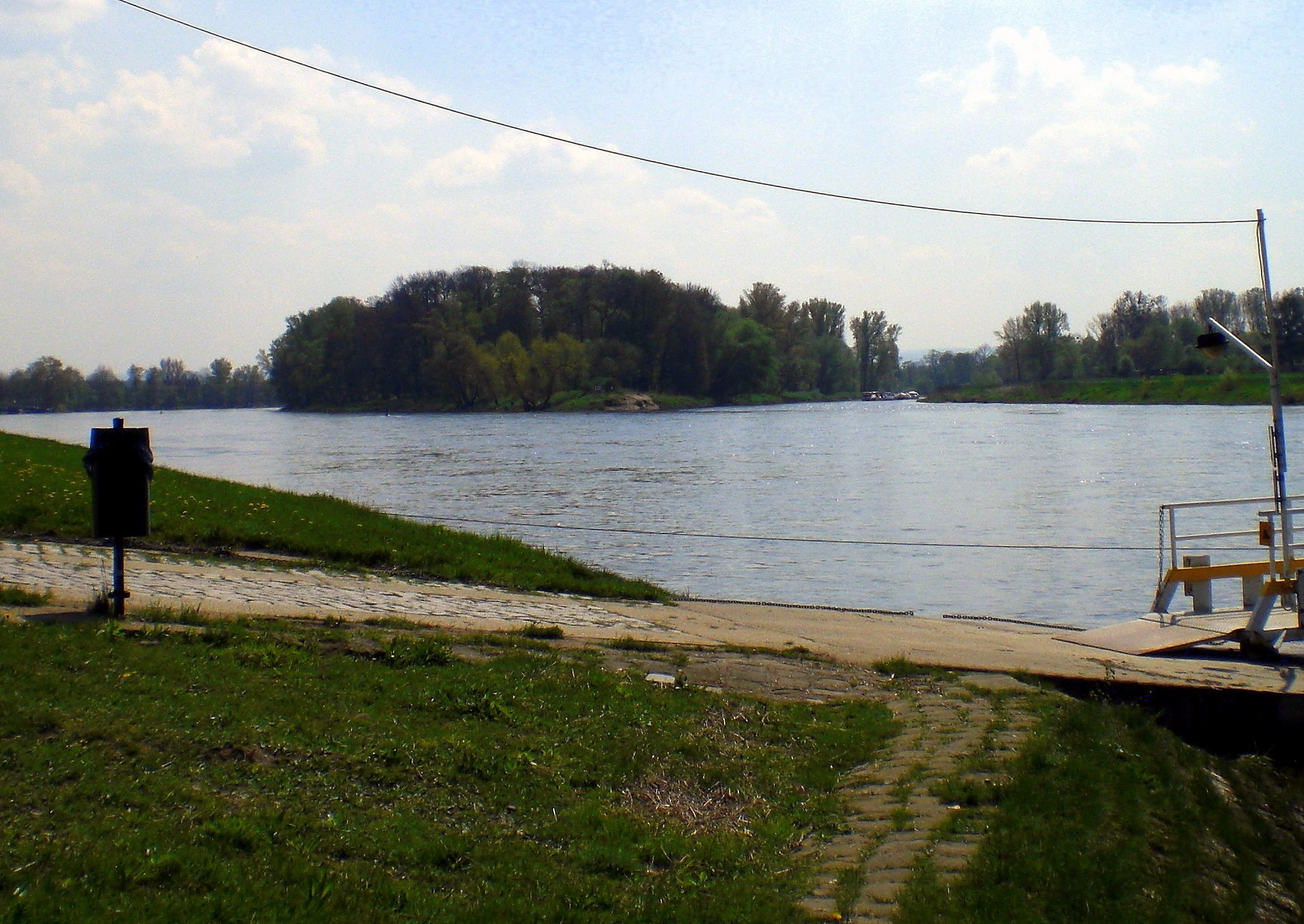
Die Elbinsel bei Pillnitz
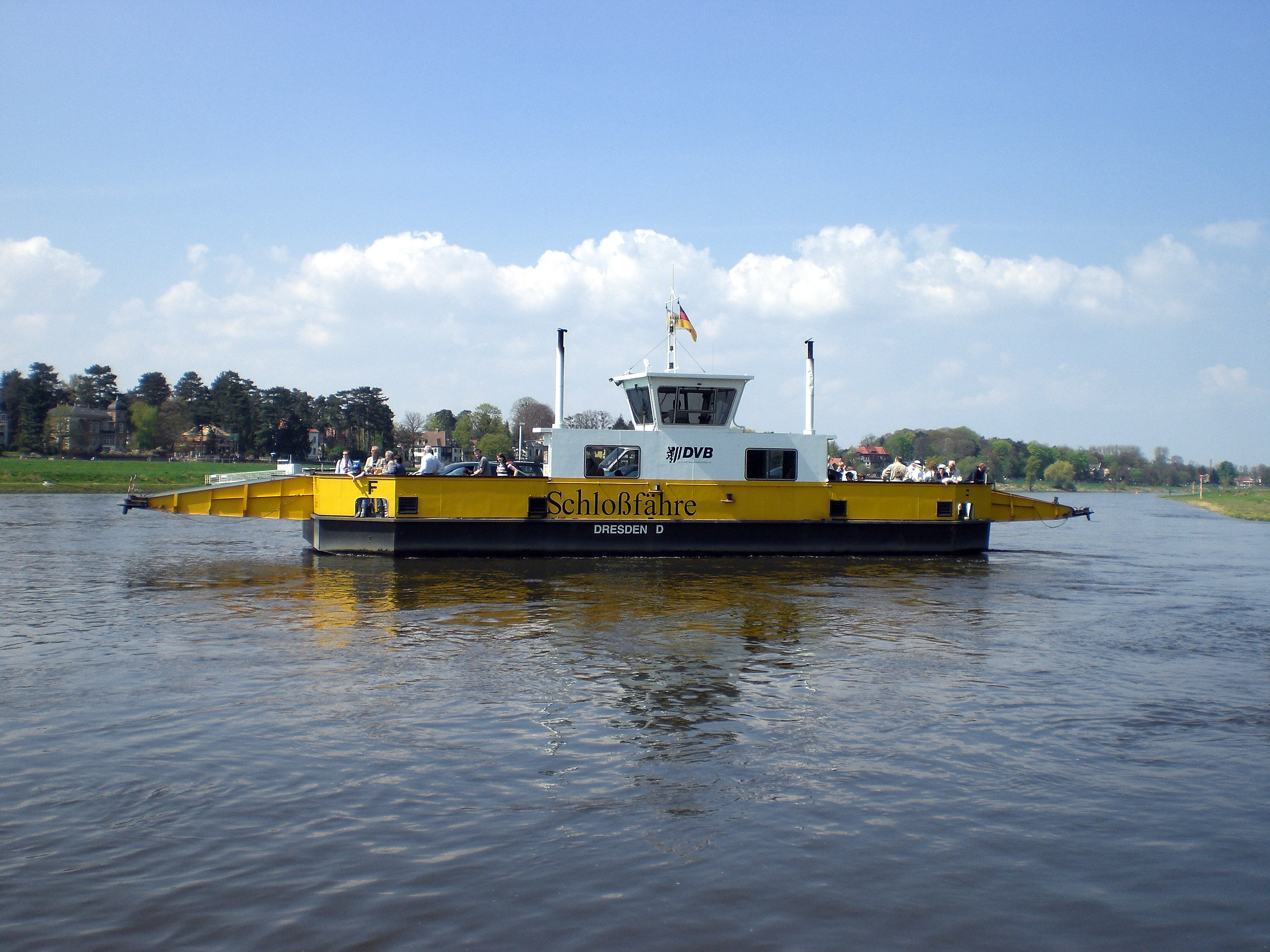
Autofähre über die Elbe in Pillnitz
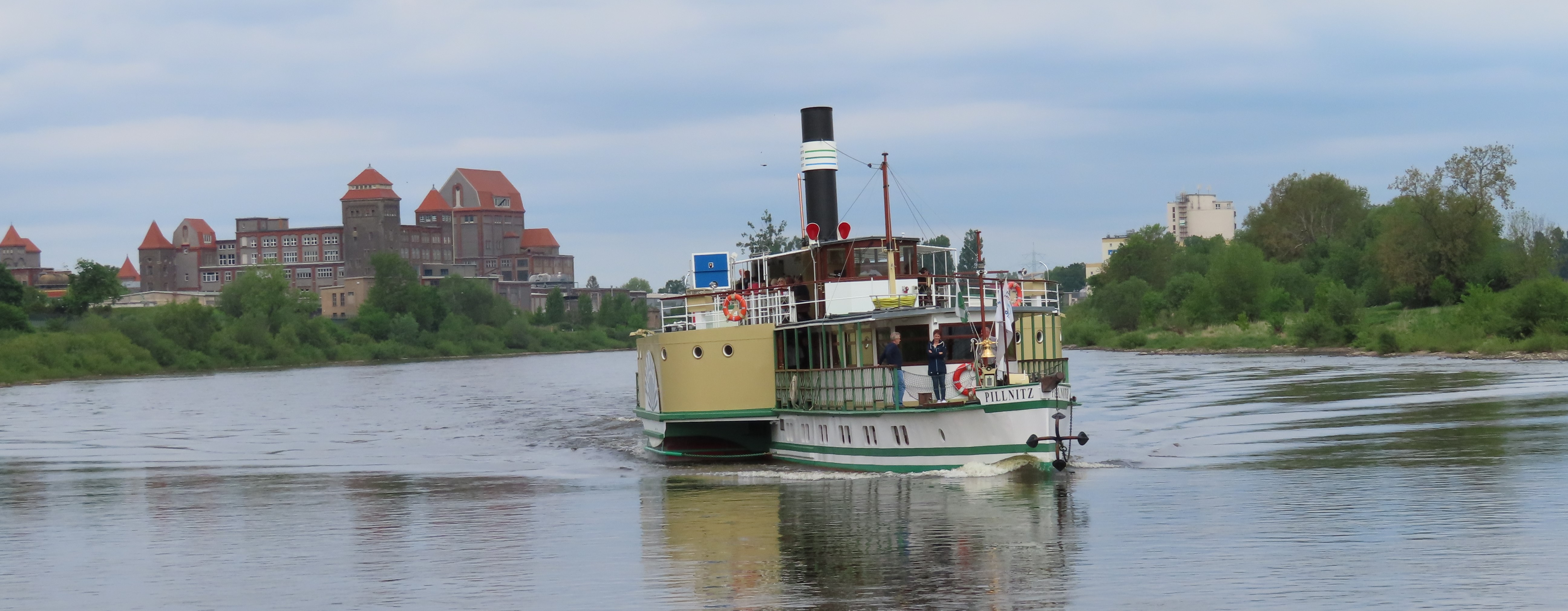
Raddampfer Pillnitz auf der Elbe
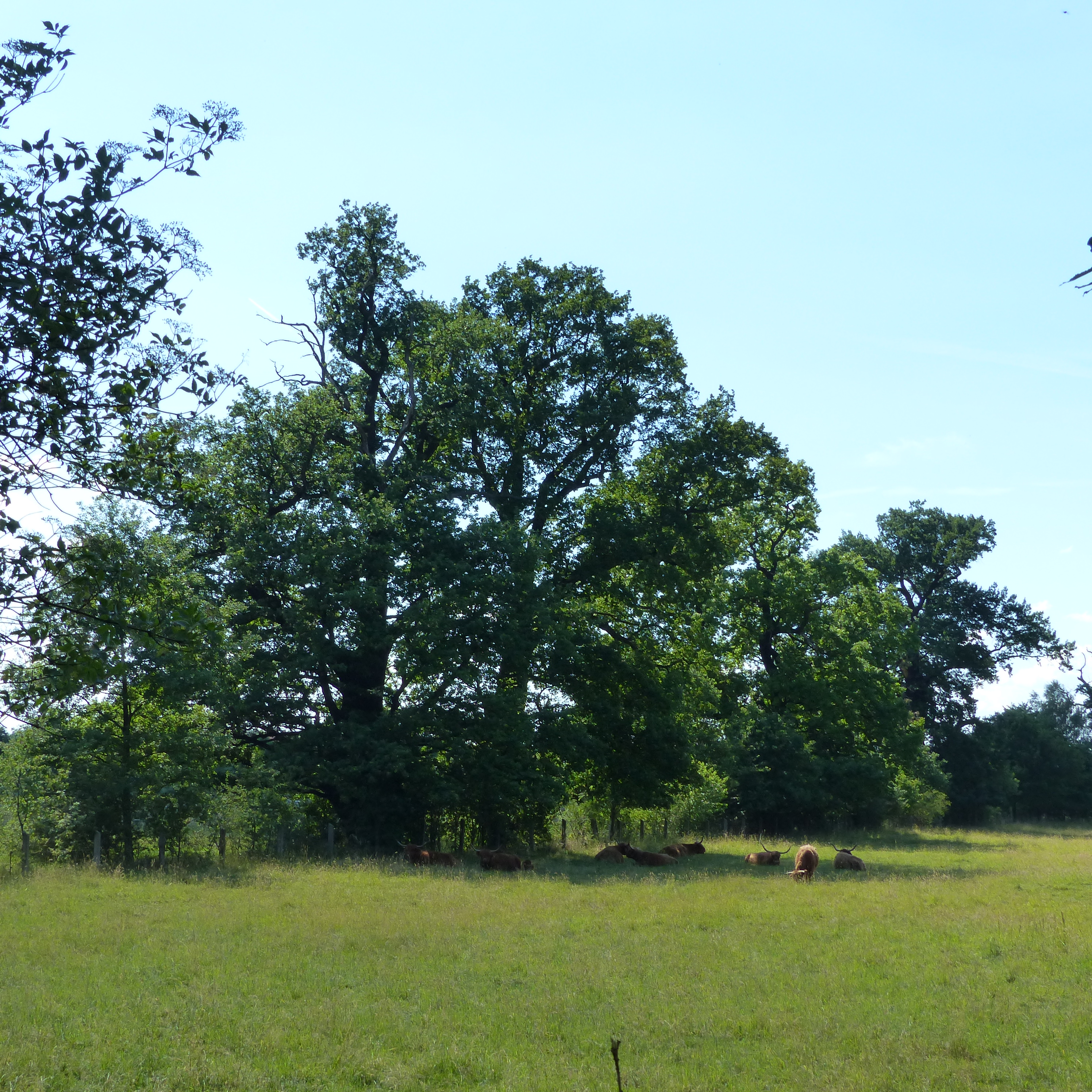
Naturdenkmal Eiche am Schöpsdamm, Pillnitz
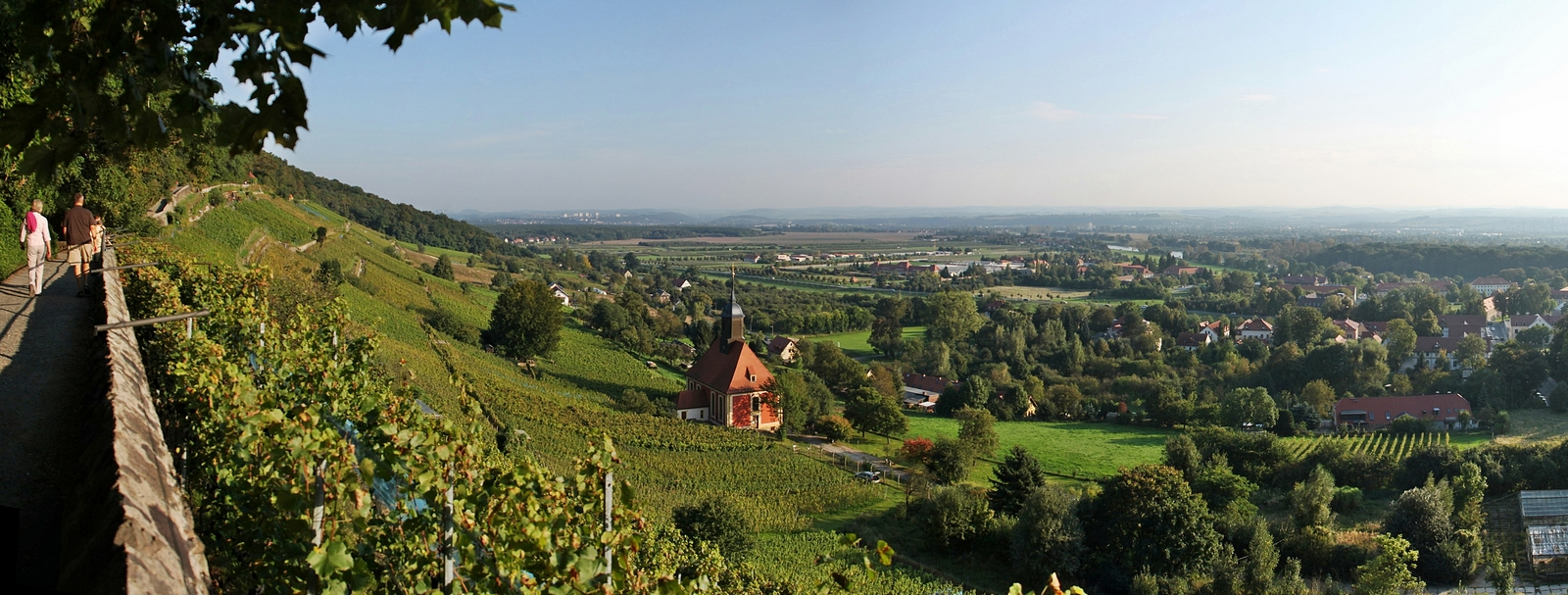
Blick über den königlichen Weinberg und die Weinbergkirche in Richtung Sächsische Schweiz
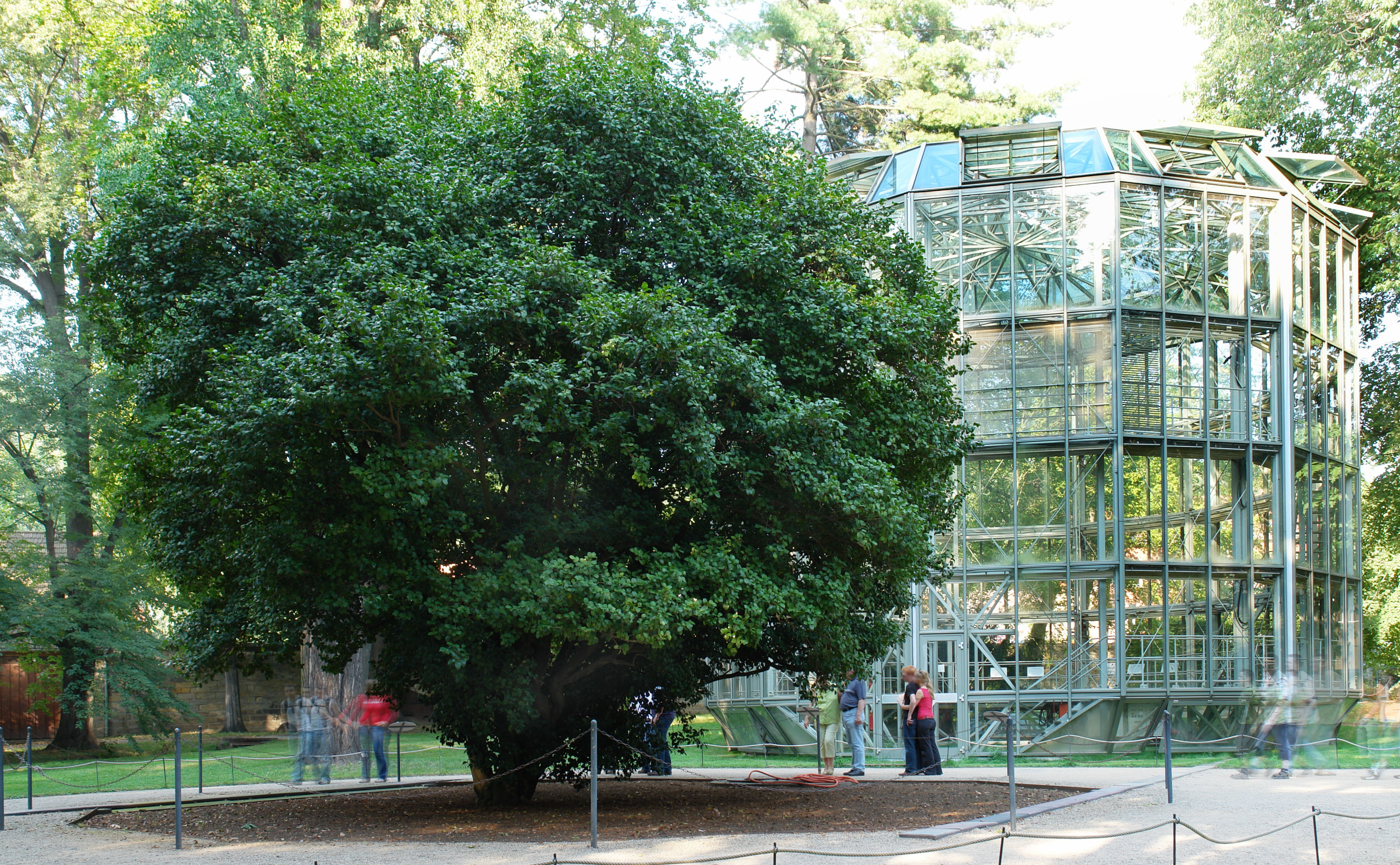
Fahrbares Kameliengewächshaus hinter freistehender Kamelie, Alter ca. 230 Jahre

In Pillnitz ist mit dem Institut für Züchtungsforschung an Obst, das sich mit Obstneu- und Erhaltungszüchtung befasst, ein Teilinstitut des Julius Kühn-Institutes beheimatet. Das Institut für Obstzüchtung führt  das deutschlandweite Netzwerk Deutsche Genbank Obst, die das genetische Erbgut aller in Deutschland beheimateten Obstsorten sammelt. Des Weiteren befindet sich in Pillnitz, mittelbar am Gelände vom ehemaligen Kammergut Pillnitz, das sächsische Landesamt für Umwelt, Landwirtschaft und Geologie.

## Sehenswürdigkeiten

### Naturdenkmäler
- Eiche am Schöpsdamm mit einem Brusthöhenumfang von 8,40 m (2016).[1]

## Söhne und Töchter (Auswahl)

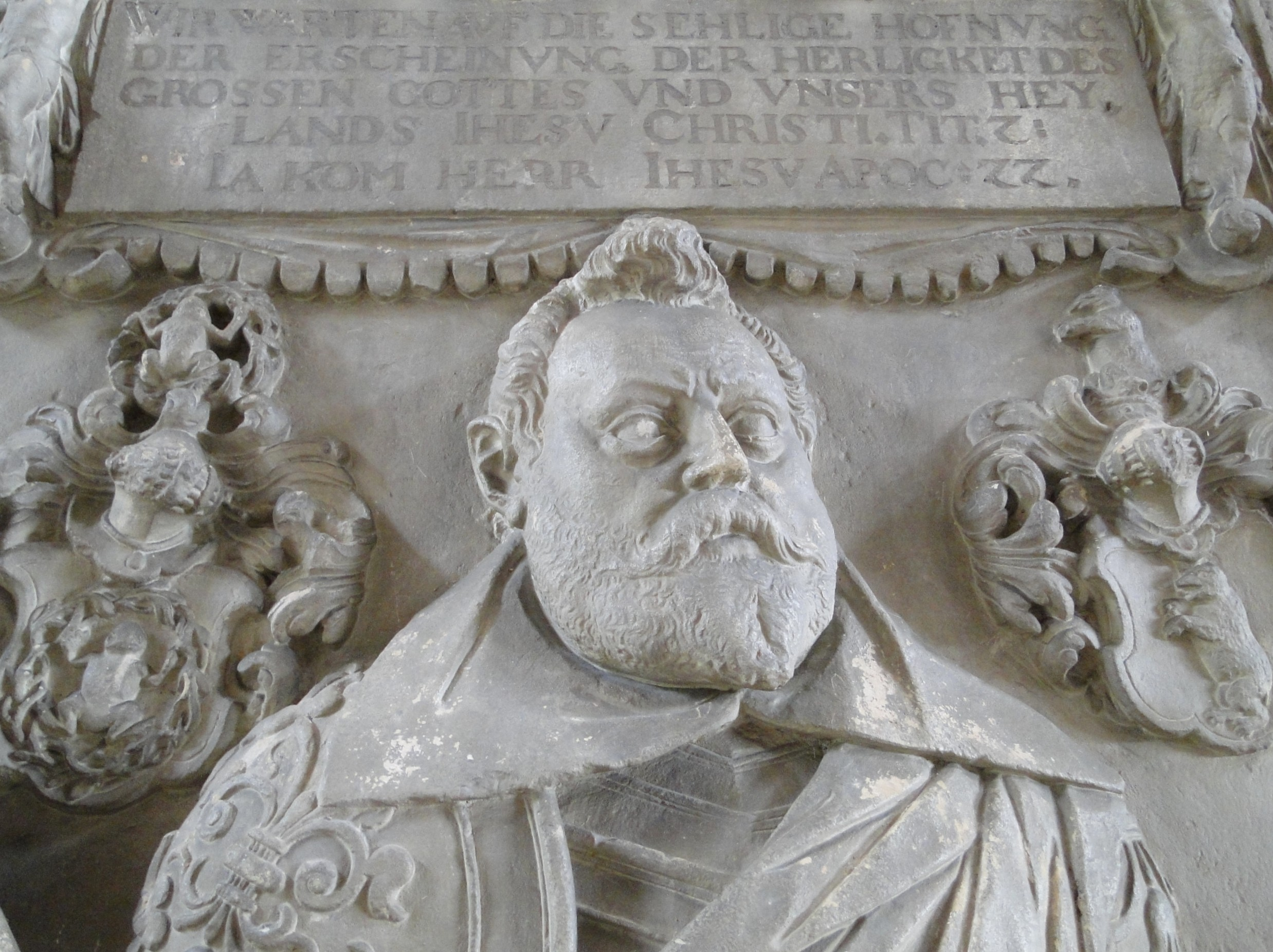
Weinbergkirche Pillnitz. Epitaph Christoph von Loß. Detail

- Christoph von Loß der Ältere (1545–1609), Hofmarschall, Oberschenk
- Christoph von Loß der Jüngere (1574–1620), Geheimer Rat, Reichspfennigmeister
- Joachim von Loß zu Pillnitz (1576–1633), Rittergutsbesitzer, Geheimer Rat, Reichspfennigmeister
- Friedrich August von Cosel (1712–1770), sächsischer General, unehelicher Sohn Augusts des Starken
- Gustav von Schweden (Wasa) (1799–1877), Prinz von Schweden, Prinz von Wasa, österreichischer Feldmarschallleutnant, in Pillnitz gestorben
- Georg von Sachsen (1832–1904), König von Sachsen, in Pillnitz geboren
- Friedrich Augst (1858–1914), Forstwissenschaftler
- Oskar Eduard (Kurt) Preusler (1911–1985), Wissenschaftler. Aufbau eines gärtnerisch-chemischen Labors für Untersuchungen der Erde (Hosterwitz).